# Toezichthouder (overheid)
Een toezichthouder is een door de wetgever aangesteld, onafhankelijk en onpartijdig instituut dat toeziet op naleving van wet- en regelgeving door organisaties en (rechts)personen. Het gaat om regels buiten het strafrecht, waar een eigen stelsel van toezicht, handhaving en uitvoering geldt. Basis voor de taken en bevoegdheden van een toezichthouder is doorgaans een wet. De toezichthouder opereert binnen het bestuursrecht (administratief recht), en valt doorgaans onder de uitvoerende macht, eventueel onder toezicht van het parlement. Traditioneel gaat het om een zuivere overheidsinstelling, maar de regulerende functie kan ook toevertrouwd worden aan een onafhankelijke organisatie met een publieke opdracht.
De oprichting van onafhankelijke toezichthouders is mede het gevolg van de toegenomen complexiteit van het toezicht waardoor bijzondere expertise vereist is. Het is vaak nodig snel beslissingen te nemen waarbij politieke bemoeienis nadelig kan zijn.

## Doel
Toezicht is gericht op het voorkomen van maatschappelijk ongewenste effecten. Het is gericht op bescherming van zwakke belangen (bijvoorbeeld milieu), het voldoen aan kwaliteitseisen (bijvoorbeeld onderwijs of gezondheidszorg), beperking van risico’s (bijvoorbeeld opslag van gevaarlijke stoffen), free-ridergedrag, goede werking van markten (bijvoorbeeld de post- en telecommarkt), bedrog en concurrentievervalsing. Het verhoogt daarmee de kwaliteit van de samenleving en vergroot het gevoel van veiligheid en het vertrouwen van individuele burgers in die samenleving.
Door middel van toezicht wordt het gedrag van de onder toezichtstaande beïnvloed zodat deze aan de gestelde eisen voldoet. Dat kan op verschillende manieren: met het verstrekken van kennis (voorlichting), het aanreiken van hulp (compliance assistance) en het toepassen van dwang (boete, stillegging, publicatie, bestuursdwang, etc.). Het toepassen van deze maatregelen wordt handhaving genoemd. Opsporing is onderzoek naar strafbare feiten. Meestal is er dan sprake van (een vermoeden van) een misdrijf.

## Soorten toezicht
Er zijn verschillende soorten toezicht:
1. Nalevingstoezicht: toezicht op de naleving van wetten en regels. Voorbeeld: Arbeidsinspecteurs van Inspectie SZW houden toezicht ter bestrijding van illegale arbeid.
2. Kwaliteitstoezicht: toezicht op het verzorgen van voldoende kwaliteit door de onder toezichtstaande. Voorbeeld: de onderwijsinspectie die toezicht houdt op scholen.
3. Interbestuurlijk toezicht: toezicht door de ene overheid op de uitvoering van taken door de andere overheid. Voorbeeld: de inspectie die toezicht houdt op de uitvoering van wettelijke milieutaken door gemeenten.
4. Markttoezicht: toezicht op de goede werking van de markt. Voorbeeld: de mededingingsautoriteit die er op toeziet dat bedrijven geen kartels vormen.
5. Systeemtoezicht: de toezichthouder probeert nalevingsinformatie te verkrijgen via de bedrijfseigen systemen van de ondertoezichtstaande organisatie.

Met name in de financiële sector wordt een onderscheid gemaakt tussen:
- prudentieel toezicht, het bewaken van de soliditeit van de financiële instelling (prudence betekent in het Frans voorzichtigheid)[1][2]
- gedragstoezicht, het controleren van de effectief gevoerde transacties[3][4]
- systeemtoezicht, doorlichting van het financieel stelsel als geheel.

## Nederland
Toezicht wordt door de Nederlandse overheid, zowel door de Rijksoverheid als decentrale overheden, gedefinieerd als het verzamelen van informatie over de vraag of een handeling of zaak voldoet aan de daaraan gestelde eisen, het zich daarna vormen van een oordeel daarover en het eventueel naar aanleiding daarvan ingrijpen.
De Nederlandse regering heeft in 2005 in de tweede Kaderstellende Visie op Toezicht een zestal basisprincipes voor toezicht vastgesteld, te weten: transparantie, onafhankelijkheid, professionaliteit, samenwerking, selectiviteit en slagvaardigheid.
Er zijn verschillende soorten toezicht:
- Nalevingstoezicht: toezicht op gedrag van burgers en bedrijven. De toezichthouders verzamelen informatie over de naleving van wet- en regelgeving, beoordelen het en bewegen overtreders tot naleving of leggen sancties op;

- Uitvoeringstoezicht of kwaliteitstoezicht: toezicht op een juiste uitvoering van publieke taken en bewaking van de kwaliteit van publieke dienstverlening;

- Interbestuurlijk toezicht: het toezicht richt zich op de uitvoering van publieke taken die de rijksoverheid aan decentrale bestuursorganen overlaat.

De meeste rijksinspecties houden primair toezicht op de private en/of semi-publieke sector.

### Nederlandse toezichthouders
Er zijn op rijksniveau in Nederland een flink aantal toezichthouders, waaronder:
- Autoriteit Consument en Markt (ACM) (ontstaan in 2013 door een fusie van Onafhankelijke Post en Telecommunicatie Autoriteit (OPTA), Nederlandse Mededingingsautoriteit (NMa) en Consumentenautoriteit (CA))
- Autoriteit Financiële Markten (AFM) (opgericht in 2002 en de rechtsopvolger van de Stichting Toezicht Effectenverkeer (STE))
- Autoriteit Nucleaire Veiligheid en Stralingsbescherming (ANVS) (opgericht in 2015 en opvolger van de Kernfysische Dienst (KFD))
- Autoriteit Persoonsgegevens (AP) (was tot 2016 het College Bescherming Persoonsgegevens (CBP) en voor 2001 de Registratiekamer)
- Bureau Financieel Toezicht (BFT) is een onafhankelijke integrale toezichthouder op het werk van notarissen, gerechtsdeurwaarders en enkele Wwft-plichtige specifieke beroepsgroepen, zoals accountants en administratiekantoren.
- De Nederlandsche Bank (DNB)
- Fiscale inlichtingen- en opsporingsdienst (FIOD)
- Inspectie belastingen, toeslagen en douane[10]
- Inspecteur-generaal der Krijgsmacht (IGK)
- Inspectie Gezondheidszorg en Jeugd (IGJ) (ontstaan in 2018 door een fusie van Inspectie voor de Gezondheidszorg (IGZ) en Inspectie Jeugdzorg (IJZ))
- Inspectie Justitie en Veiligheid (Inspectie JenV) (ontstaan in 2012 door een fusie van de Inspectie Openbare Orde en Veiligheid (IOOV) en de Inspectie voor de Sanctietoepassing (ISt))
- Inspectie Leefomgeving en Transport (ILT) (ontstaan in 2012 door een fusie van de Inspectie Verkeer en Waterstaat (IVW) en de VROM-Inspectie)
- Inspectie Militaire Gezondheidszorg (IMG)
- Inspectie van het Onderwijs (IvhO) (ook bekend als Onderwijsinspectie)
- Inspectie Overheidsinformatie en Erfgoed (heet zo sinds 2019, voorheen 'Erfgoedinspectie'), ontstaan in 2005 door een fusie van de Rijksinspectie voor de Archeologie, de Rijksarchiefinspectie, de Inspectie Cultuurbezit en de Rijksinspectie Monumentenzorg.
- Inspectie SZW (ontstaan in 2012 door een fusie van de Arbeidsinspectie, Inspectie Werk en Inkomen en de Sociale Inlichtingen en Opsporingsdienst (SIOD))
- Inspectie Veiligheid Defensie (IVD) (opgericht in 2018)
- Kansspelautoriteit (KSA) (opgericht in 2012 en opvolger van het College van Toezicht op de Kansspelen)
- Kantonrechter (bij beschermingsbewind, curatele en uitvoer Wet schuldsanering natuurlijke personen)
- Nederlandse Emissieautoriteit (NEa) (opgericht in 2005)
- Nederlandse Voedsel- en Warenautoriteit (NVWA) (ontstaan in 2011 door een fusie van de Algemene Inspectiedienst (AID), de Voedsel en Waren Autoriteit (VWA) en de Plantenziektenkundige Dienst (PD))
- Nederlandse Zorgautoriteit (NZa) (ontstaan in 2006 door een fusie van het College tarieven gezondheidszorg (CTG) en het College van toezicht op de zorgverzekeringen (CTZ))
- Onderzoeksraad voor Veiligheid (OVV) (ontstaan in 2005 als opvolger van de Raad voor de Transportveiligheid (RvTV), die weer de opvolger was van de Spoorwegongevallenraad, de Raad voor de Luchtvaart en de Commissie Binnenvaartrampenwet. Ook de Marineraad werd onderdeel van OVV)
- Rijksinspectie Digitale Infrastructuur (RDI), voorheen Agentschap Telecom (opvolger van onder meer de Radiocontroledienst (RCD) van het Staatsbedrijf der PTT)
- RDW (voorheen: Rijksdienst voor het Wegverkeer)
- Staatstoezicht op de Mijnen (SodM) (opgericht in 1810)
- Waarderingskamer (opgericht in 1995)
- Autoriteit Online Terroristisch en Kinderpornografisch Materiaal (ATKM)

Daarnaast hebben ook andere overheidsinstanties, zoals gemeente, provincie en waterschap alsmede Regionale Uitvoeringsdienst c.q. Omgevingsdienst belangrijke toezichthoudende taken. Ook mogen de Douane, Marechaussee, Kustwacht, Belastingdienst, Rijkswaterstaat, Uitvoeringsinstituut Werknemersverzekeringen (UWV) en de politie niet onvermeld blijven in deze opsomming. Voorts zijn er niet-overheidsinstellingen die een wettelijke taak hebben zoals Verispect, Gemeentelijke Gezondheidsdienst (GGD), Inspectie Leerbedrijven, BUMA/STEMRA, Stichting ter Exploitatie van Naburige Rechten (SENA), Skal, Bureau Financieel Toezicht, Centraal Fonds Volkshuisvesting, Commissariaat voor de Media, Nederlandse Algemene Keuringsdienst (NAK), Landelijke Inspectie Dierenbescherming (LID; onderdeel van de Dierenbescherming), Nederlands-Vlaamse Accreditatieorganisatie (NVAO).

### Regels voor toezichthouders
Ook toezichthouders moeten de wet naleven, medewerkers van een dienst die toezicht houdt mogen alleen toezicht uitvoeren in de gevallen die in de wet zijn omschreven, op de manier die wettelijk is omschreven. Dus niet elke ambtenaar mag alles controleren. Een standaardregel is bijvoorbeeld dat een toezichthouder een legitimatiebewijs bij zich moet dragen waaruit blijkt dat hij toezichthouder is en op de naleving van welke wetten hij toezicht houdt. Dit moet getoond worden als daar om gevraagd wordt. Verder is een basisbeginsel dat een toezichthouder van zijn bevoegdheden alleen gebruik mag maken voor zover dat redelijkerwijs noodzakelijk is voor de vervulling van zijn taak. Daarom moet hij ook altijd meedelen wat het doel van het toezicht is.

### Bevoegdheden toezichthouders
Ambtenaren of functionarissen van een dienst belast met toezicht hebben vaak vergaande bevoegdheden. Zo mogen ze bijvoorbeeld met de benodigde apparatuur elke plaats betreden met uitzondering van een woning zonder toestemming van de bewoner. Een toezichthouder is bevoegd inlichtingen op het betreffende terrein te vorderen en inzagen in (digitale) dokumenten, er bestaat voor de onderzochte (rechts)persoon geen zwijgrecht. Men is bevoegd zaken te onderzoeken, verpakkingen te openen en monsters te nemen. Men mag vervoermiddelen onderzoeken met betrekking waartoe een toezichtstaak bestaat en het vervoermiddel aanhouden en naar een aangewezen plaats over laten brengen.
Bij grote controles door bijvoorbeeld de FIOD of de ACM wordt geadviseerd er een deskundige bij aanwezig te hebben.

### Oneigenlijke gebruik begrip toezichthouder (levenstestament)
Het Nederlandse notariaat en de beroepsgroep van erfrechtelijk executeurs bieden sinds enige jaren de rol van toezichthouder aan in samenhang met een zogenaamd levenstestament. Het draait om het verlenen van een civielrechtelijke volmacht en de manier waarop een volmachthouder kan worden gecontroleerd. Er bestaat geen wettelijke regeling voor het levenstestament of voor toezicht op de uitvoer ervan, zoals bij het meerderjarigenbewind. Hier is dus sprake van een buitenwettelijk gebruik van het begrip.

## België

### Toezichthouders
Belgische toezichthouders opereren vooral in de sectoren financiën, energie, communicatie en media, en volksgezondheid:
- Commissie voor het Bank-, Financie- en Assurantiewezen (CBFA)
- Nationale Bank van België (NBB)
- Autoriteit voor Financiële Diensten en Markten (FSMA)
- Commissie voor de Regulering van de Elektriciteit en het Gas (CREG)
- Belgisch Instituut voor Postdiensten en Telecommunicatie (BIPT)
- Federaal Agentschap voor Nucleaire Controle (FANC)
- Federaal Agentschap voor de Veiligheid van de Voedselketen (FAVV)
- Gegevensbeschermingsautoriteit (GBA)

Op Vlaams niveau:
- Vlaamse Regulator voor de Media (VRM)
- Vlaamse Regulator van de Elektriciteits- en Gasmarkt (VREG)
- Een bijzondere vorm van toezicht is in België het gevolg van de staatshervorming: de Vlaamse minister van Brusselse Aangelegenheden houdt er namens de Vlaamse Gemeenschap toezicht op de Vlaamse Gemeenschapscommissie (VGC) in Brussel.

## Europa
Toezichthouders binnen Europa zijn onder meer de Europese Gemeenschap voor Atoomenergie (Euratom), de Europese Centrale Bank (ECB) en de European Food Safety Authority (EFSA).

## Internationaal
Bekende voorbeelden van internationale regulerende instanties zijn de Food and Drug Administration in de VS en de media-regulator Ofcom in Groot-Brittannië.